# SACEM

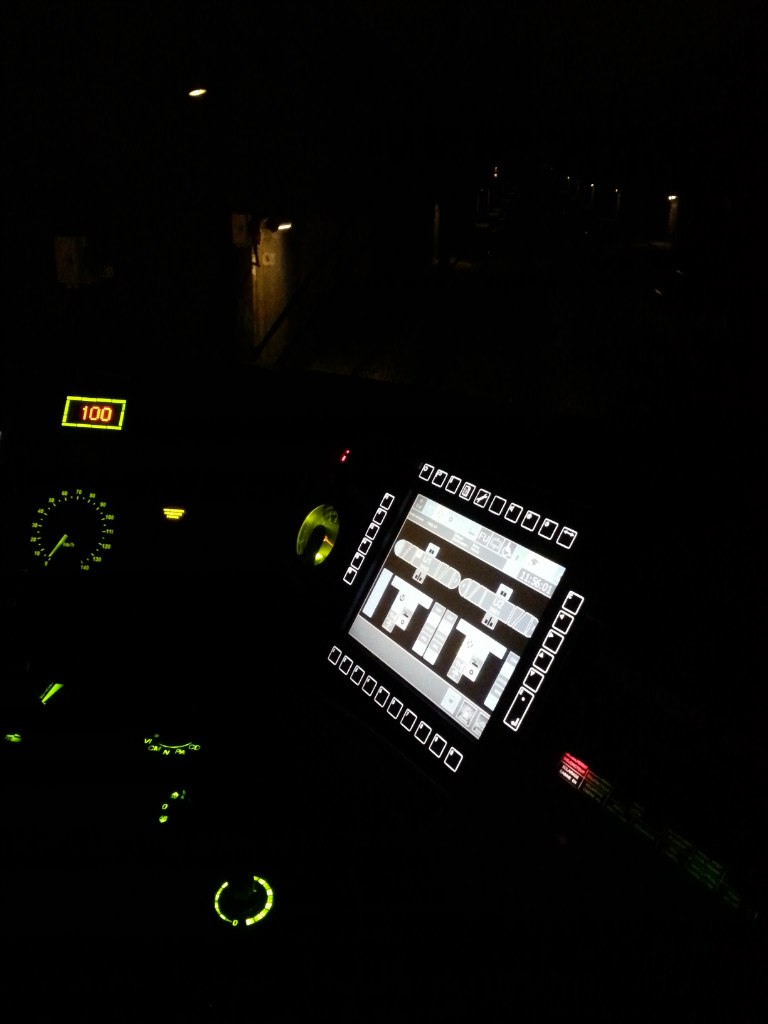
法蘭西島大區快鐵MI 09型列車上的SACEM駕駛室信號（最左側），顯示限速100公里/小時

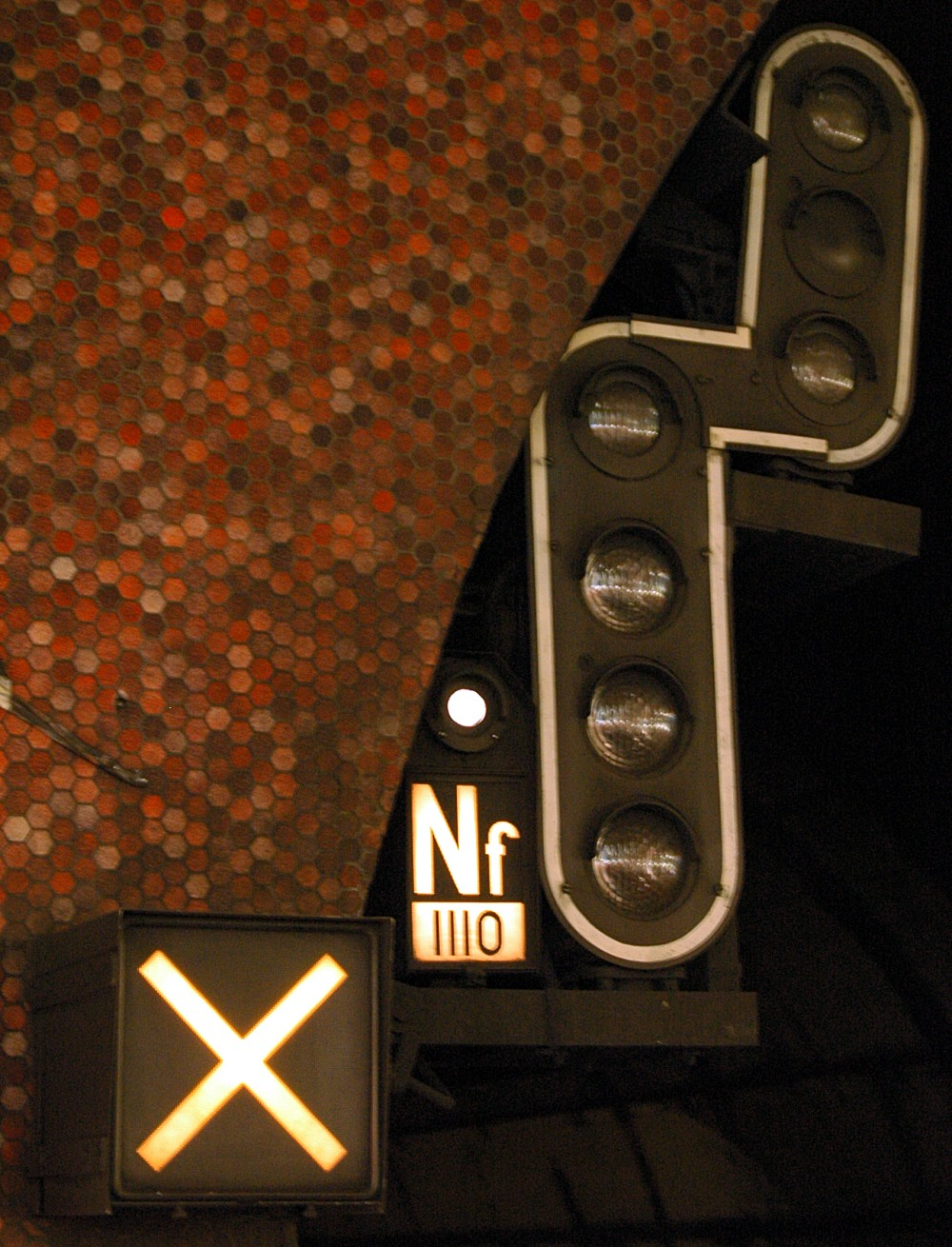
SACEM在RER A的軌旁信號，以聖安德烈十字（⨯）顯示

SACEM（法語全名）是地鐵內的嵌入式速度列車自動保護系統。全名意思是「司機輔助、營運及維修系統」。
該系統於1980年代由GEC-阿爾斯通、馬特拉（現時西門子交通集團）以及CSEE（現時日立軌道STS）在法國共同研發。該系統於1989年首先用於巴黎市郊鐵路的法蘭西島大區快鐵A線。
隨後在以下路線使用：
- 智利聖地牙哥地鐵
- 香港港鐵市區綫及機場鐵路，全部配有ATO[1]
- 墨西哥城墨西哥城地鐵8號線、A線及B線[2]
- 上海地鐵上海軌道交通3號線、上海軌道交通4號線[3]。

2017年，巴黎運作的SACEM系統加裝了ATO，並於2018年末全面實施
巴黎的SACEM系統正準備提升至全面CBTC系統，名為NExTEO。預定首先於新延長的法蘭西島大區快鐵E線投入運作，並計劃取代所有RER路線上的信號系統。

## 外部連結
- Operation principles and examples with pictures in Hongkong （页面存档备份，存于）